# Pocketmaker

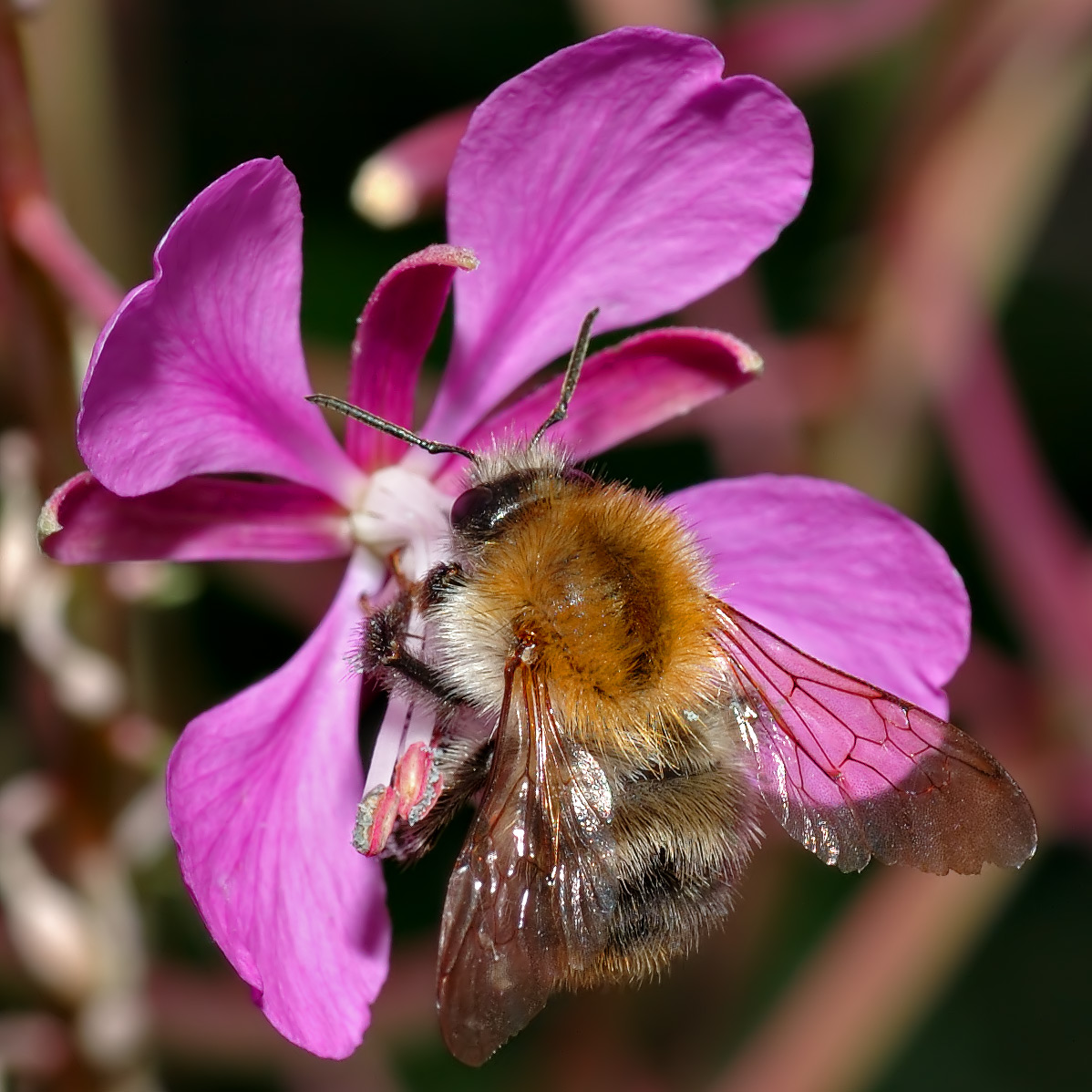
Die Ackerhummel (Bombus pascuorum) wird zu den Pocketmakern gezählt.

Als Pocketmaker („Taschenhersteller“) werden jene Hummelarten bezeichnet, die für die Lagerung von Pollen eigens um mehrere Brutzellen herum Taschen anlegen. Damit kann die Brut einfacher und schneller versorgt werden. Insbesondere bei langrüsseligen Hummelarten, wie etwa der Ackerhummel (Bombus pascuorum) oder der Gartenhummel (Bombus hortorum), wird diese Form der Pollenaufbewahrung praktiziert. Kurzrüsselige Arten, wie beispielsweise die Große Erdhummel (Bombus magnus), verwenden für die Aufbewahrung von Pollen, wie auch für Nektar ausgediente Brutzellen, weswegen man diese Arten auch als Pollenstorer („Blütenstaubaufbewahrer“) bezeichnet.